# Ties That Bind
Ties That Bind is een Amerikaanse televisiefilm uit 2006.
De film werd in het Canadese Vancouver opgenomen.

## Verhaal
Megan Mahoney werkt als bedrijfsadvocate en Dave Geiger werkt in een ziekenhuis, waar hij wordt opgeleid tot chirurg en hij hoopt vastbenoemd te worden. Het koppel koopt haar droomhuis, en om het te kunnen betalen besluiten ze een huurder aan te trekken voor het gastenhuis. Daar komt de knappe verpleegster Courtney Allison, die bij Dave in het ziekenhuis werkt, op af. Zij wordt een goede vriendin van Megan, maar probeert intussen Dave te verleiden.
Als Megan daarbij uit komt willen ze haar weg, maar door de huurwet is het niet mogelijk om Courtney eruit te zetten en ze weigert te vertrekken. Hierna volgt een kat-en-muis-spelletje waarbij Courtney het huis binnendringt en zelfs Dave vastbind op het bed om expliciete foto's te nemen. Als Megans vriendin Keira ontdekt dat Courtney gelogen heeft over haar naam is er wel een wettelijke basis, maar Courtney vermoord Keira. Als Megan de foto's vindt die Courtney op haar bed achterliet, gaat ze naar het gastenhuis, waar ze door Courtney gevangen wordt genomen.
Het blijkt dan dat Courtney Megan en Dave wil vermoorden en dat ze vroeger zelf haar vader en diens minnares had vermoord. Als Dave thuiskomt schiet Courtney hem in de arm, maar hij kan ontkomen. Courtney had zelf de politie gebeld om de hele zaak op een familiedrama te laten lijken, maar uiteindelijk wordt Courtney zelf door Megan, die door Dave werd bevrijd, doodgeschoten.

## Rolbezetting
| Acteur              | Personage        | Opmerkingen        |
| ------------------- | ---------------- | ------------------ |
| Nicole de Boer      | Megan Mahoney    |                    |
| Brian Krause        | Dave Geiger      |                    |
| Sonya Salomaa       | Courtney Allison |                    |
| Françoise Robertson | Keira Green      | vriendin van Megan |
| Dean Marshall       | detective Barlow |                    |
| John Maclaren       | dokter Walsh     | Daves baas         |
| Paula Shaw          | mevrouw Vega     | buurvrouw          |